# Tabaluga
Tabaluga és un personatge de ficció representat per un petit drac verd, creació del músic alemany, Peter Maffay, l'escriptor de cançons per a nens Rolf Zuckowski i l'autor Gregor Rottschalk. L'artista Helme Heine va donar-li la seva aparença original. Tabaluga viu a Groenlàndia i té al voltant de 100 anys (cada any d'un drac són 700 anys humans).

## Història
El primer àlbum Tabaluga oder die Reise zur Vernunft (1983) va ser un èxit. A partir d'allí seguiren alguns llibres de Helme Heine, quatre àlbums, una gira i molts dibuixos animats, els quals s'emeten a un centenar de països.
El musical Tabaluga & Lilli es va estrenar el 24 de setembre de 1999 al "TheatrO CentrO" (Oberhausen) i es va continuar representant fins al 30 de juny del 2001. El petit drac, entre altres coses, va aconseguir unir-se a l'Alta societat d'actors musicals d'Alemanya (High Society of German Musical Actors), la qual compta amb personalitats com Andreas Bieber, Ross Antony, Paul Kribbe i Carolin Fortenbacher.

## Tabaluga a la televisió
Flying Bark Animation (Yoram Gross Films) ha produït una sèrie de dibuixos animats sobre Tabaluga. A aquesta sèrie, Tabaluga és l'últim dels dracs i el príncep coronat de Terraverda, un lloc màgic habitat per animals que parlen de moltes espècies diferents. Tabaluga ha de defensar casa seva de dos regnes rivals que hi ha a cada banda de Terraverda: una freda tundra àrtica, governada pel malèfic home de neu Arktos (qui vol convertir Terraverda en part del seu regne glaçat), i un àrid desert, governat per un esperit de sorra dolent que s'anomena Humsin. Aquesta sèrie pot veure's en català a través de la Televisió de Catalunya.
A alemanya hi ha un programa de televisió, Tabaluga tivi, on es pot veure al petit drac, el seu amic Happy (una llebre de neu) i el seu enemic Arktos, el ninot de neu. Durant el programa, dos equips juguen entre ells a través de cinc competicions per a guanyar diversos premis i un tresor, que poden donar a la seva escola, una llar d'acollida d'infants, etc. El programa es transmet per ZDF i també KI.KA. A l'estiu del 2005 es va arribar a l'edició número 400 d'aquest programa, que es fa als Bavaria-Studios a Unterföhring, prop de Múnic.

## Cronologia
- 1983: Tabaluga oder die Reise zur Vernunft (Tabaluga o el viatge de la raó), primer Àlbum.
- 1986: Tabaluga und das leuchtende Schweigen (Tabaluga i el silenci brillant), segon Àlbum.
- 1993: Tabaluga & Lilli.
- 1994: Gira de Tabaluga & Lilli, 90 aparicions amb una audiència total de 700.000 persones.
- 1997: Sèrie de dibuixos dins de Tabaluga tivi a ZDF.
- 1999: "TheatrO CentrO" a Oberhausen estrena el musical de Tabaluga & Lilli.
- 2001: Segona sèrie (26 Episodis nous, de nou a ZDF i KI.KA).
- 2002: Es tornen a emetre els 52 episodis.
- 2002: Tabaluga und das verschenkte Glück (Tabaluga i la sort regalada)
- 2003: Gira de Tabaluga und das verschenkte Glück.

El 2004, Tabaluga oder die Reise zur Vernunft (Tabaluga viatja buscant el seny), és la primera història de Tabaluga traduïda al català. La història va sortir en CD i Cassette i va tenir molt èxit. El 2005 es va representar a Mallorca, aconseguint una gran audiència. Els interprets van ser els cantants Josep Carreras i Cris Juanico, junt amb Udo Jurgens i Peter Maffay.